# Principe di Belmonte

Stemma dei Principi di Belmonte

Il titolo di Principe di Belmonte fu creato da Filippo III di Spagna il 5 marzo 1619, in favore dell'allora conte Orazio Giovan Battista Ravaschieri Fieschi, dei conti di Lavagna, barone di Belmonte e di Badolato.

## Storia
Il titolo, passato alle famiglie Pinelli, Duchi d'Acerenza, e poi Pignatelli, venne soppresso con la legge di Eversione della feudalità nel regno di Napoli promulgata il 2 agosto 1806; il titolo si tramandò de iure ai membri della famiglia Ravaschieri, Pinelli, Pignatelli, Granito divenendo parte del cognome.

## Principi di Belmonte
| Nome                                                 | Anno di investitura | Anno di decadenza |
| ---------------------------------------------------- | ------------------- | ----------------- |
| Orazio Giovan Battista Ravaschieri Fieschi           | 5 marzo 1619        | 12 ottobre 1645   |
| Daniele Domenico Ravaschieri Fieschi                 | 12 ottobre 1645     | 5 dicembre 1685   |
| Anna Maria Ravaschieri Fieschi Pinelli               | 5 dicembre 1685     | 1692              |
| Gaetano Pinelli Ravaschieri Fieschi                  | 1692                | 1711              |
| Oronzo Pinelli Ravaschieri Fieschi                   | 1711                | 1722              |
| Antonio Pignatelli Aymerich                          | 1722                | 1767              |
| Antonio Pignatelli Pinelli Ravaschieri Fieschi       | 1767                | 1794              |
| Antonio Maria Pignatelli Pinelli Ravaschieri Fieschi | 1794                | 1828              |

Dopo l'emanazione della legge abolitiva della feudalità, presero de iure il titolo di Principi di Belmonte:
- Francesco Pignatelli Pinelli Ravaschieri Fieschi (fratello del precedente titolare)
- Gennaro Pignatelli Pinelli Ravaschieri Fieschi (fratello del precedente titolare)
- Francesca Giuseppina Paolina Pignatelli Pinelli Ravaschieri Fieschi (sorella del precedente titolare), la quale trasmette il titolo al marito:
- Angelo Granito Pignatelli Pinelli Ravaschieri Fieschi
- Gioacchino Granito Pignatelli Pinelli Ravaschieri Fieschi (figlio del precedente titolare)